# 馬爾頓 (馬里蘭州)
馬爾頓（英語：Marlton）是位於美國馬里蘭州佐治王子縣的一個普查規定居民點。

## 人口
根據2020年美國人口普查的數據，馬爾頓的面積為15.40平方千米，當中陸地面積為15.36平方千米，而水域面積為0.04平方千米。當地共有人口9802人，而人口密度為每平方千米636.49人。